# Felix Gschossmann
Felix Gschossmann (* 3. Oktober 1996) ist ein österreichischer Fußballtorwart.

## Karriere
Gschossmann begann seine Karriere beim TSV Nöchling. 2010 kam er in die AKA St. Pölten, in der er bis 2014 spielte. In der Saison 2012/13 kam er viermal für die in der sechstklassigen Gebietsliga antretende Kampfmannschaft der AKA zum Einsatz, die jedoch nach einer Saison wieder aufgelöst wurde. Ab 2014 spielte er für den SKN St. Pölten. Im März 2014 stand er gegen den ASK Bad Vöslau erstmals im Kader der Amateure von St. Pölten. Im selben Jahr stiegen diese in die Regionalliga auf.
Im November 2014 debütierte er für die SKN St. Pölten Juniors in der dritthöchsten Spielklasse, als er am 15. Spieltag der Saison 2014/15 gegen die Amateure des SK Rapid Wien in der Startelf stand. Im April 2015 stand er gegen den LASK erstmals im Kader der Profis. Mit den Profis stieg er 2016 in die Bundesliga auf. Zu einem Profieinsatz bei St. Pölten kam er jedoch nicht.
Zur Saison 2017/18 wechselte Gschossmann zum Regionalligisten SKU Amstetten. Mit Amstetten stieg er zu Saisonende in die 2. Liga auf. In der Aufstiegssaison kam er zu neun Einsätzen in der Regionalliga.
Sein Debüt in der zweithöchsten Spielklasse gab er im Juli 2018, als er am ersten Spieltag der Saison 2018/19 gegen den Floridsdorfer AC in der Startelf stand. Nach der Saison 2018/19 hätte er Amstetten verlassen sollen, jedoch wurde sein Vertrag aufgrund einer Verletzung von David Affengruber im Juni 2019 doch noch bis Juni 2020 verlängert. Nach seinem Vertragsende wechselte er zur Saison 2020/21 zum Ligakonkurrenten FC Blau-Weiß Linz, bei dem er einen bis Juni 2022 laufenden Vertrag erhielt.
In Linz wurde er Ersatztormann hinter Nicolas Schmid. In seiner ersten Saison kam er zu zwei Einsätzen für die Oberösterreicher. Seinen auslaufenden Vertrag verlängerte Gschossmann im April 2022 bis Juni 2025. Mit Linz stieg er dann 2023 ebenfalls in die Bundesliga auf. Daraufhin verpflichteten die Linzer mit Andreas Lukse aber einen neuen Ersatztorwart, wodurch Gschossmann kaum mehr im Spieltagskader stand. Daraufhin kehrte er im Februar 2024 leihweise zum wieder nur noch zweitklassigen SKN St. Pölten zurück. Während der Leihe kam er zu fünf Zweitligaeinsätzen.
Zur Saison 2024/25 kehrte er nicht mehr nach Linz zurück, sondern wechselte fest zum Zweitligisten Schwarz-Weiß Bregenz.